# جی‌تی‌ای: ماجراهای لیبرتی سیتی
اتومبیل‌دزدی بزرگ: ماجراهای لیبرتی سیتی (به انگلیسی: Grand Theft Auto: Liberty City Stories) یک بازی ویدئویی در سبک اکشن-ماجراجویی و گیم‌پلی غیرخطی است که در با همکاری دو شرکت راکستار لیدز و راک‌استار نرث ساخته شده و توسط راک‌استار گیمز منتشر شده‌است. این بازی به عنوان نهمین قسمت در مجموعه بازی‌های مشهور و پرفروش اتومبیل‌دزدی بزرگ محسوب می‌شود. نخستین انتشار این بازی، در ۲۵ اکتبر ۲۰۰۵ برای کنسول بازی دستی پلی‌استیشن همراه و در ایالات متحده آمریکا منتشر شد و سپس یک نسخه سازگار شده از بازی در ۶ ژوئن ۲۰۰۶ برای کنسول پلی‌استیشن ۲ به بازار عرضه شد.

## داستان
داستان‌های این بازی در سال ۱۹۹۸ و در شهر آزادی است. تونی سیپریانی به علت قتل یک مرد خودساخته سال‌ها پنهانی زندگی کرد، پس از سالها تونی به لیبرتی سیتی برگشته و به عنوان شخصیت اصلی، با داستان‌هایی مواجه می‌شود. تونی به پیش رئیسش سالواتور لئونه می رود. سالواتور رئیس باند گانگستری ی لئونه‌ها است او با گروه‌های متعدد گنگستری بر سر مالکیت و تصاحب شهر آزادی مشکل دارد مخصوصاً با گروه‌های: تاریوکی و یاردی و یاکوزاوا و دیابلو و دوک‌های پورتلند. همسر سالواتور لئونه: (ماریا) هم دردسرهای جزئی متعددی برای تونی ایجاد می‌کند.

## نکات جالب
شخصیت اصلی این بازی تونی سیپریانی در ابتدا به عنوان یک شخصیت انتاگونیست در بازی GTA 3 حضور داشت و سپس در این بازی به عنوان یک شخصیت پروتاگونیست معرفی شد.
این بازی سه سال قبل از GTA 3 اتفاق می‌افتد و از نظر زمان‌بندی داستانی پنجمین نسخه این سری است.
این بازی در واقع گذشته شخصیت تونی سیپریانی است ما او را در GTA 3 به عنوان یکی از سران خانواده مافیای لیبرتی سیتی ملاقات می‌کنیم و این بازی داستان اینکه او چگونه به این مقام در مافیا رسید را روایت می‌کند.

## بازتاب‌ها
| گردآورنده  | امتیاز |
| ---------- | ------ |
| گیم‌رنکینگز | ۸۷٫۴۵٪ |
| متاکریتیک  | ۸۸/۱۰۰ |

| ناشر              | امتیاز |
| ----------------- | ------ |
| یوروگیمر          | ۹٫۰/۱۰ |
| جی۴               | ۴/۵    |
| گیم‌اسپات          | ۹٫۰/۱۰ |
| گیم‌تریلرز         | ۹٫۱/۱۰ |
| آی‌جی‌ان            | ۹٫۰/۱۰ |
| اوپی‌ام (بریتانیا) | ۹٫۰/۱۰ |